# Sujangarh
Sujangarh är en stad i den indiska delstaten Rajasthan, och tillhör distriktet Churu. Folkmängden uppgick till 101 523 invånare vid folkräkningen 2011.